# Aceite de Navarra
La Denominación de Origen Protegida "Aceite de Navarra", denominada de forma abreviada D.O.P. Aceite de Navarra y comercialmente como Aceite de Oliva Virgen Extra de Navarra, es una Denominación de Origen Protegida que protege e identifica la producción de aceite de oliva en la Comunidad Foral de Navarra.

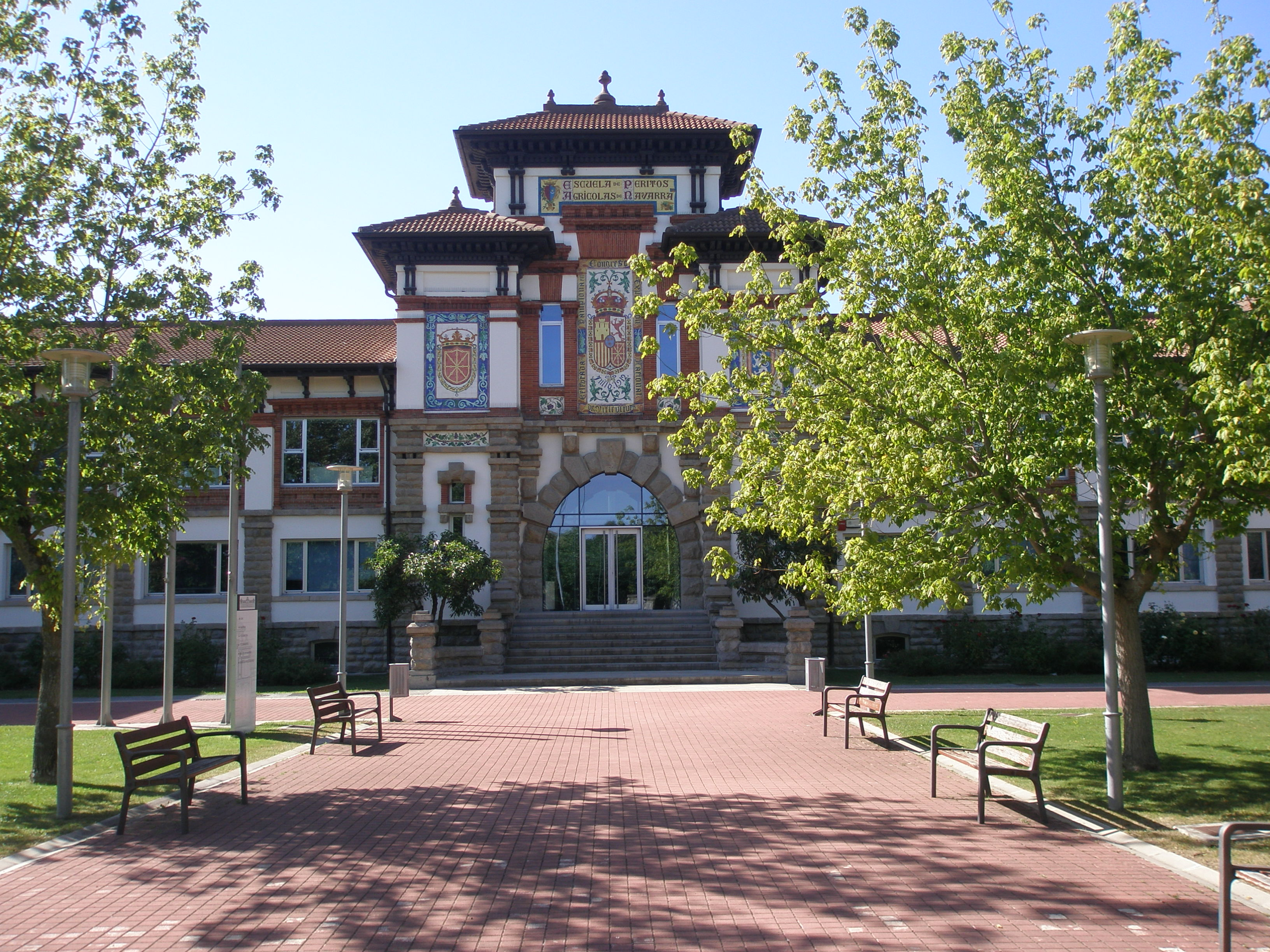
Imagen de la antigua Escuela de Peritos Agrícolas, construida en 1912 por José Yárnoz, donde actualmente se encuentra la sede de la D.O.P. Aceite de Navarra.

## Características
Actualmente es el aceite de Europa que más al norte se produce. Dicho aceite de oliva virgen extra se obtiene de la aceituna de vuelo de las siguientes variedades: Arróniz; que es la variedad autóctona, Empeltre y Arbequina.

## Sede
Actualmente este organismo tiene su sede en la antigua Escuela de Peritos Agrícolas situada en la Avenida Serapio Huici 22, de Villava, englobada dentro del Instituto Navarro de Tecnologías e Infraestructuras Agroalimentarias.

## Zona geográfica
La extensión de la D.O.P. Aceite de Navarra abarca, además del territorio de Bardenas Reales, a todas las siguientes localidades navarras:
Abaigar, Abárzuza, Aberin, Ablitas, Adiós, Aibar, Allín, Allo, Ancín, Andosilla, Añorbe, Aras, Los Arcos, Arellano, Arguedas, Armañanzas, Arróniz, Artajona, Artazu, Ayegui, Azagra, Azuelo, Barásoain, Barbarin, Bargota, Barillas, Beire, Belascoáin, Berbinzana, Biurrun-Olcoz, Buñuel, El Busto, Cabanillas, Cadreita, Caparroso, Cárcar, Carcastillo, Cascante, Cáseda, Castejón, Cintruénigo, Cirauqui, Corella, Cortes, Desojo, Dicastillo, Enériz, Eslava, Espronceda, Estella, Etayo, Ezprogui, Falces, Fitero, Fontellas, Funes, Fustiñana, Gallipienzo, Garínoain, Guesálaz, Guirguillano, Igúzquiza, Javier, Larraga, Lazagurría, Leache, Legarda, Legaria, Leoz, Lerga, Lerín, Lezáun, Liédena, Lodosa, Lumbier, Luquin, Mañeru, Marcilla, Mélida, Mendavia, Mendaza, Mendigorría, Metauten, Milagro, Mirafuentes, Miranda de Arga, Monteagudo, Morentin, Mues, Murchante, Murieta, Murillo El Cuende, Murillo El Fruto, Muruzábal, Názar, Obanos, Oco, Olejua, Olite, Olóriz, Orísoain, Oteiza, Peralta, Piedramillera, Pitillas, Puente La Reina, Pueyo, Ribaforada, Sada, San Adrián, San Martín de Unx, Sangüesa, Sansol, Santacara, Sartaguda, Sesma, Sorlada, Tafalla, Tiebas-Muruarte de Reta, Tirapu, Torralba del Río, Torres del Río, Tudela, Tulebras, Ucar, Ujué, Unzué, Uterga, Valtierra, Viana, Villafranca, Villamayor de Monjardín, Villatuerta, Yerri, Yesa.

## Productores
En la actualidad, existen varios productores:
- Trujal Artajo.
- Agrícola La Maja.
- La Casa del Aceite.
- Cooperativa Trujal Mendía.
- Cooperativa Almazara del Ebro.
- Hacienda Queiles.
- Olivar de la Ribera.
- Bodegas Nekeas.

## Eventos
La localidad navarra de Arróniz celebra cada año por finales del mes de febrero un evento conocido como el Día de la Tostada, que es una Fiesta de Interés Turístico de Navarra que sirve para ensalzar las propiedades del aceite de oliva producido en esta denominación.